# Левадия (дим)
Лева́дия (греч. Δήμος Λεβαδέων) — община (дим) в Греции. Входит в периферийную единицу Беотию в периферии Центральной Греции. Население 31 315 жителей по переписи 2011 года. Площадь 694,016 квадратного километра. Плотность 45,12 человека на квадратный километр. Административный центр — Левадия. Димархом на местных выборах 2019 года избран Иоаннис Тангаленгас (Ιωάννης Ταγκαλέγκας).
В 2011 году по программе «Калликратис» к общине Левадии присоединены упразднённые общины Давлия, Корония и Херония, а также сообщество Кирьякион.

## Административное деление

Административное деление общины:
1 — Левадия
2 — по часовой стрелке снизу: Кирьякион, Давлия, Херония, Корония

Община Левадия делится на 5 общинных единиц.